# Kirstin Holum
Kirstin Holum (Waukesha, 29 juni 1980) is een Amerikaanse voormalig langebaanschaatsster. Ze is de dochter van Olympisch langebaanschaatskampioene op de 1500 meter van Sapporro, Dianne Holum, en voormalig noordse combinatieskiër Mike Devecka.

## Carrière
Holum begon al vroeg met kunstschaatsen, maar op 8-jarige vroeg ze aan haar moeder of ze mocht gaan langebaanschaatsen. Deze overstap bleek zeer succesvol, want op slechts 16-jarige leeftijd werd ze wereldkampioene allround voor junioren. Eén jaar eerder nam ze al mee aan het allereerste Wereldkampioenschap afstanden, waarop ze op de 3000 meter de 15e plaats bemachtigde.
Tijdens het begin van het schaatsseizoen 1997-1998 had ze veel last van zware astma-aanvallen, toen ze hier eenmaal van hersteld was deed ze mee aan de Olympische Winterspelen van 1998 in Nagano. Holum schaatste daar de 3000 en 5000 meter, waarop ze respectievelijk als 6e en 7e eindigde.
Na deze prestaties op zeer jonge leeftijd werd haar een grote toekomst voorspeld. Haar loopbaan als langebaanschaatsster duurde echter maar kortstondig, want Holum koos ervoor om als non verder te leven in het St. Joseph’s Convent in Leeds.

## Persoonlijke records
| Afstand    | Tijd    | Datum           | Baan    |
| ---------- | ------- | --------------- | ------- |
| 500 meter  | 41,85   | 22 januari 1998 | Calgary |
| 1000 meter | 1.21,84 | 3 februari 1997 | Calgary |
| 1500 meter | 2.01,87 | 24 januari 1998 | Calgary |
| 3000 meter | 4.12,24 | 7 februari 1998 | Nagano  |
| 5000 meter | 7.14,20 | 7 februari 1998 | Nagano  |

## Resultaten
| Jaar | WK allround         | WK afstanden | Olympische Spelen | Wereldbeker         | WK Junioren          |
| ---- | ------------------- | ------------ | ----------------- | ------------------- | -------------------- |
| 1996 |                     | 15e 3000m    |                   | 23e 3k/5k           | NC24 (35, 12, 23, -) |
| 1997 | NC16 (24, 10, 9, -) |              | 7e 1500m 5e 3k/5k | · (16, , )          |                      |
| 1998 |                     |              | 6e 3000m 7e 5000m | 25e 1500m 13e 3k/5k |                      |

- = geen deelname
NC# = niet gekwalificeerd voor de laatste afstand, maar wel als # geklasseerd in de eindrangschikking
(#, #, #, #) = afstandspositie op allroundtoernooi (500m, 3000m, 1500m, 5000m) of op juniorentoernooi (500m, 1500m, 1000m, 3000m).